# Nyanja
El Nyanja o Chewa és un idioma de la família de les Llengües bantus parlat a Malawi, també conegut com a Chichewa o Chinyanja a Zàmbia o Nyassa a Moçambic. És l'idioma nacional de Malawi, on es diu chichewa per insistència del president Hastings Kamuzu Banda, i parlat principalment a la zona central i meridional del país. És un dels set idiomes africans oficials a Zàmbia, parlat sobretot a la seva part oriental i per altres ètnies com els ngoni i els Kunda. Allí rep el nom més neutral de Chinyanja (llengua del llac, referint-se al llac Malawi). També es parla a Moçambic, especialment a les províncies de Tete i Niassa i a Zimbàbue on segons alguns estudis és la tercera llengua més parlada. És una de les 55 llengües enregistrades en el disc d'or de les Voyager.
El nyanja o chewa pertany al mateix grup (Guthrie Zona N) com el tumbuka i el sena.

## Història
Els chewa eren una branca dels maravi que vivien a la província oriental de Zàmbia i al nord de Moçambic pel sud fins al riu Zambeze d'ençà el segle xvi o abans.
El nom "Chewa" (en la forma Chévas) fou recollida per primer cop per António Gamitto, qui amb 26 anys en 1831 fou nomenat segon en el comandament d'una expedició des de Tete a la cort del rei Kazembe a l'actual Zàmbia. La seva ruta el va portar pel país del rei Undi a l'oest de les muntanyes Dzalanyama, a través d'una cantonada de l'actual Malawi i a Zàmbia. Més tard va escriure un informe incloent algunes notes etnogràfiques i lingüístiques, i vocabularis. D'acord amb Gamitto, el poble malawi (maraves) eren governats pel rei Undi al sud del corrent Chambwe (prop del sud de l'actual frontera entre Moçambic i Zàmbia), mentre que els chewa vivien al nord del Chambwe.
A part d'unes poques paraules registrades per Gamitto, el primer registre extens de la llengua chewa va ser fet per Johannes Rebmann en el seu Diccionari de la llengua Kiniassa, publicat el 1877 però escrit en 1853-1854. Rebmann era un missioner que vivia prop de Mombasa, a Kenya, i va obtenir la seva informació d'un esclau de Malawi, conegut amb el nom suahili de Salimini, que havia estat capturat a Malawi uns deu anys abans. Salimini, qui provenia d'un lloc anomenat Mphande potser de la regió de Lilongwe, també va assenyalar algunes diferències entre el seu propi dialecte (que ell anomenava kikamtunda, l'idioma de l'altiplà) i el dialecte maravi (Kimaravi) que es parlava més al sud; per exemple, el maravi anomenava mombo per a l'arbre que ell mateix anomena kamphoni.
La primera gramàtica, A Grammar of the Chinyanja language as spoken at Lake Nyasa with Chinyanja–English and English–Chinyanja vocabulary, fou escrita per Alexander Riddel en 1880 i es van fer traduccions parcials de la Bíblia a finals del segle xix. Entre les primeres gramàtiques i vocabularis hi ha A vocabulary of English–Chinyanja and Chinyanja–English: as spoken at Likoma, Lake Nyasa i A grammar of Chinyanja, a language spoken in British Central Africa, on and near the shores of Lake Nyasa, per George Henry (1891). La Bíblia sencera fou traduïda al dialecte de l'illa Likoma per William Percival Johnson i publicat com a Chikalakala choyera : ndicho Malangano ya Kale ndi Malangano ya Chapano en 1912.
Una altra gramàtica, concentrada en el dialecte chewa de Kasungu, va ser A Grammar of Chichewa de Mark Hanna Watkins (1937). Aquest llibre, la primera gramàtica d'una llengua africana escrita per un estatunidenc, era una obra de cooperació entre un jove estudiant de doctorat afroamericà i un altre estudiant africà, Hastings Kamuzu Banda, que el 1966 era de convertir-se en el primer president de la República de Malawi.
La llengua canvia cada dia. Això es deu al fet que els parlants barregen paraules angleses amb chichewa.

## Fonologia

### Vocals
El chewa té cinc vocals: a, e, i, o, u. A vegades es troba vocals llargues o dobles, p.ex. áákúlu 'gran' (classe 2), kufúula 'cridar'. Quan una paraula cau al final de la frase, la penúltima vocal tendeix a allargar-se, llevat en noms i paraules no chewa com Muthárika o ófesi, en el qual la penúltima vocal sempre és curta. Afegeix 'u' o 'i' en paraules prestades com láputopu 'laptop' o íntaneti 'internet' tendeix a ser silenciades i poc pronunciades.

### Consonants
En chewa les consonants a vegades són seguides per una vocal, algunes per w, i a vegades per y:
- ba, kha, ga, fa etc.
- mphwa, khwa, gwa, fwa etc.
- thya, mya, fya, nya etc.

El lloc de bya és presa de la palatalitzada africada bza, i el lloc de gya és ocupat per ja.
Algunes consonants poden ser precedides per nasal homorgànica:
- mba, nkha, mfa, nsa, ngwa etc.

Les possibles combinacions de consonants es poden organitzar en la següent taula:
|                | Sonora       | Plana    | Aspirada   | Sonora nasalitzada | Aspirada nasalitzada | nasal      | semivocal/ líquida |
| -------------- | ------------ | -------- | ---------- | ------------------ | -------------------- | ---------- | ------------------ |
| labial         | ba /ɓ/       | pa /p/   | pha /pʰ/   | mba /ᵐb/           | mpha /ᵐpʰ/           | ma /m/     | (ŵa) /wᵝ/          |
|                | bwa /ɓʷ/     | pwa /pʷ/ | phwa /pʷʰ/ | mbwa /ᵐbʷ/         | mphwa /ᵐpʷʰ/         | mwa /mʷ/   | wa /w/             |
|                | bza /bzʲ/    | pya /pʲ/ | psa /psʲ/  | mbza /ᵐbzʲ/        | mpsa /ᵐpsʲ/          | mya /mʲ/   |                    |
| dental         | da /ɗ/       | ta /t/   | tha /tʰ/   | nda /ⁿd/           | ntha /ⁿtʰ/           | na /n/     | la/ra /ɽ/          |
|                | dwa /ɗʷ/     | twa /tʷ/ | thwa /tʷʰ/ | ndwa /ⁿdʷ/         | nthwa /ⁿtʷʰ/         |            | lwa/rwa /ɽʷ/       |
|                | dya /ɗʲ/     | tya /tʲ/ | thya /tʲʰ/ | ndya /ⁿdʲ/         | nthya /ⁿtʲʰ/         |            |                    |
| velar/ palatal | ga /g/       | ka /k/   | kha /kʰ/   | nga /ᵑg/           | nkha /ᵑkʰ/           | ng'a /ŋ/   | (ha) /h/           |
|                | gwa /gʷ/     | kwa /kʷ/ | khwa /kʷʰ/ | ngwa /ᵑgʷ/         | nkhwa /ᵑkʷʰ/         | ng'wa /ŋʷ/ |                    |
|                | ja /d͡ʒ/      | cha /t͡ʃ/ | tcha /t͡ʃʰ/ | nja /ⁿd͡ʒ/          | ntcha /ⁿt͡ʃʰ/         | nya /ɲ/    | ya /j/             |
| labio-dental   | va /v/       |          | fa /f/     | mva /ᶬv/           | mfa /ᶬf/             |            |                    |
|                | vwa /vʷ/     |          | fwa /fʷ/   |                    |                      |            |                    |
|                | (vya) /vʲ/   |          | (fya) /fʲ/ |                    |                      |            |                    |
| sibilant       | za /z/       |          | sa /s/     | nza /ⁿz/           | nsa /ⁿs/             |            |                    |
|                | zwa /zʷ/     |          | swa /sʷ/   | nzwa /ⁿzʷ/         | nswa /ⁿsʷ/           |            |                    |
|                | (zya) /zʲ~ʒ/ |          | sha /ʃ/    |                    |                      |            |                    |
| africada       | dza /d͡z/     |          | tsa /t͡s/   | (ndza) /ⁿd͡z/       |                      |            |                    |
|                | (dzwe) /d͡zʷ/ |          | tswa /t͡sʷ/ |                    |                      |            |                    |

## Literatura nyanja
- E.J. Chadza
- Steve Chimombo
- Whyghtone Kamthunzi
- Francis Moto
- Jack Mapanje
- E.J. Chadza
- Benedicto Wokomaatani Malunga
- Innocent Masina Nkhonyo